# Einars Repše

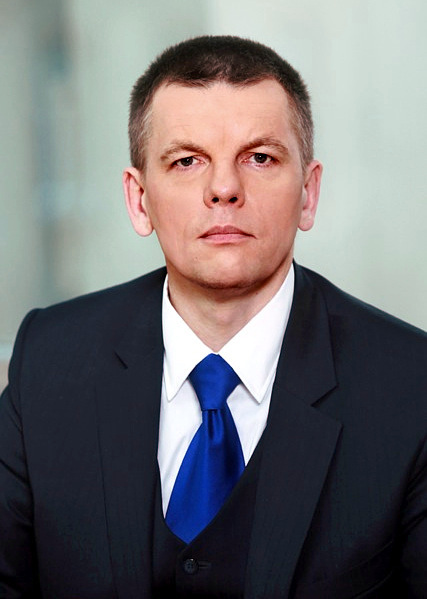
Einars Repše (2013)

Einars Repše (* 9. Dezember 1961 in Jelgava, Lettische SSR) ist ein lettischer Politiker (JL, Vienotība, seit 2013 LA). Er war von 2002 bis 2004 Ministerpräsident, 2004/2005 Verteidigungs- und 2009/2010 Finanzminister seines Landes. Zuvor war er von 1991 bis 2001 Präsident der lettischen Zentralbank.

## Werdegang bis 1990
Einars Repše absolvierte ein Physikstudium an der Lettischen Staatsuniversität (heute: Universität Lettlands), das er 1986 abschloss. Anschließend arbeitete er in der Abteilung zur Entwicklung wissenschaftlicher Instrumente der Lettischen Akademie der Wissenschaften. Im Zuge der Perestroika in der Sowjetunion und der Singenden Revolution in Lettland war Repše 1988 einer der Gründer der Lettischen Nationalen Unabhängigkeitsbewegung (LNNK), einer nationalistischen Organisation, die die Unabhängigkeit Lettlands von der Sowjetunion betrieb. Bei der ersten freien Parlamentswahl im März 1990 wurde er auf der Liste der Lettischen Volksfront als Abgeordneter des Wahlkreises Sabile in den Obersten Sowjet der Lettischen SSR gewählt. Dort stimmte er am 4. Mai 1990 für die Wiederherstellung der staatlichen Unabhängigkeit Lettlands.

## Zentralbankpräsident
Von 1991 bis 2001 war Repše Präsident der lettischen Zentralbank Latvijas Banka. Während dieser Zeit war er für die Einführung der neuen lettischen Währung Lats verantwortlich. Unter Repše verfolgte die Latvijas Banka eine restriktive Geldpolitik und band die einheimische Währung über ein Currency Board an den vom Internationalen Währungsfonds verwendeten Währungskorb der Sonderziehungsrechte. In der Folge konnte der Wechselkurs des Lats bis zur Einführung des Euro als Landeswährungstabil gehalten werden. Dieser Erfolg machte Repše in Lettland sehr populär.

## Politik
2001 trat Repše von seinem Amt als Präsident der Zentralbank zurück und ging erneut in die Politik. Er gründete die Partei Jaunais Laiks („Neue Ära“), eine konservative Anti-Korruptions-Partei.

### Ministerpräsident
Bei der lettischen Parlamentswahl 2002 wurde die JL mit 23,9 Prozent der Stimmen stärkste Kraft und Repše wurde im November 2002 zum Ministerpräsidenten gewählt. Er führte eine Koalition aus seiner eigenen Partei sowie der Ersten Partei Lettlands (LPP), des Bündnisses der Grünen und Bauern (ZZS) und der Partei Für Vaterland und Freiheit (TB/LNNK) an.
Repšes Regierung wurde bekannt für ihren nachdrücklichen Kampf gegen Korruption und Steuerhinterziehung. Verschiedene hochrangige Regierungsbeamte, darunter der Direktor der Finanzbehörden, wurden entlassen oder nahmen ihren Hut. Die Maßnahmen gegen Korruption zeitigten einigen Erfolg. So stiegen die Einnahmen aus der Treibstoffsteuer, die zuvor notorisch hinterzogen worden war, innerhalb eines Jahres um 30 %. Die Einnahmen aus anderen Steuerarten konnten hingegen nicht nennenswert gesteigert werden. Die Regierung Repše verfügte im Weiteren eine strenge Begrenzung der Ausgaben und konnte so das Budgetdefizit von 3 % des Bruttoinlandsproduktes im Jahr 2002 auf 1,8 % im Jahr 2003 herunterfahren.
Ab September 2003 brach zwischen Repše und der Ersten Partei Lettlands, einem seiner Koalitionspartner, ein Konflikt auf. Repše machte interessengesteuerten Widerstand gegenüber seinen Anti-Korruptions-Bestrebungen dafür verantwortlich. Ainārs Šlesers benannte Repšes autoritären Führungsstil als Hauptgrund für den Streit. Nach dem Auszug der Ersten Partei Lettlands aus der Regierung im Januar 2004, musste Repše eine Minderheitsregierung leiten und im Februar mit seinem Kabinett zurücktreten.

### Abgeordneter, Verteidigungs- und Finanzminister

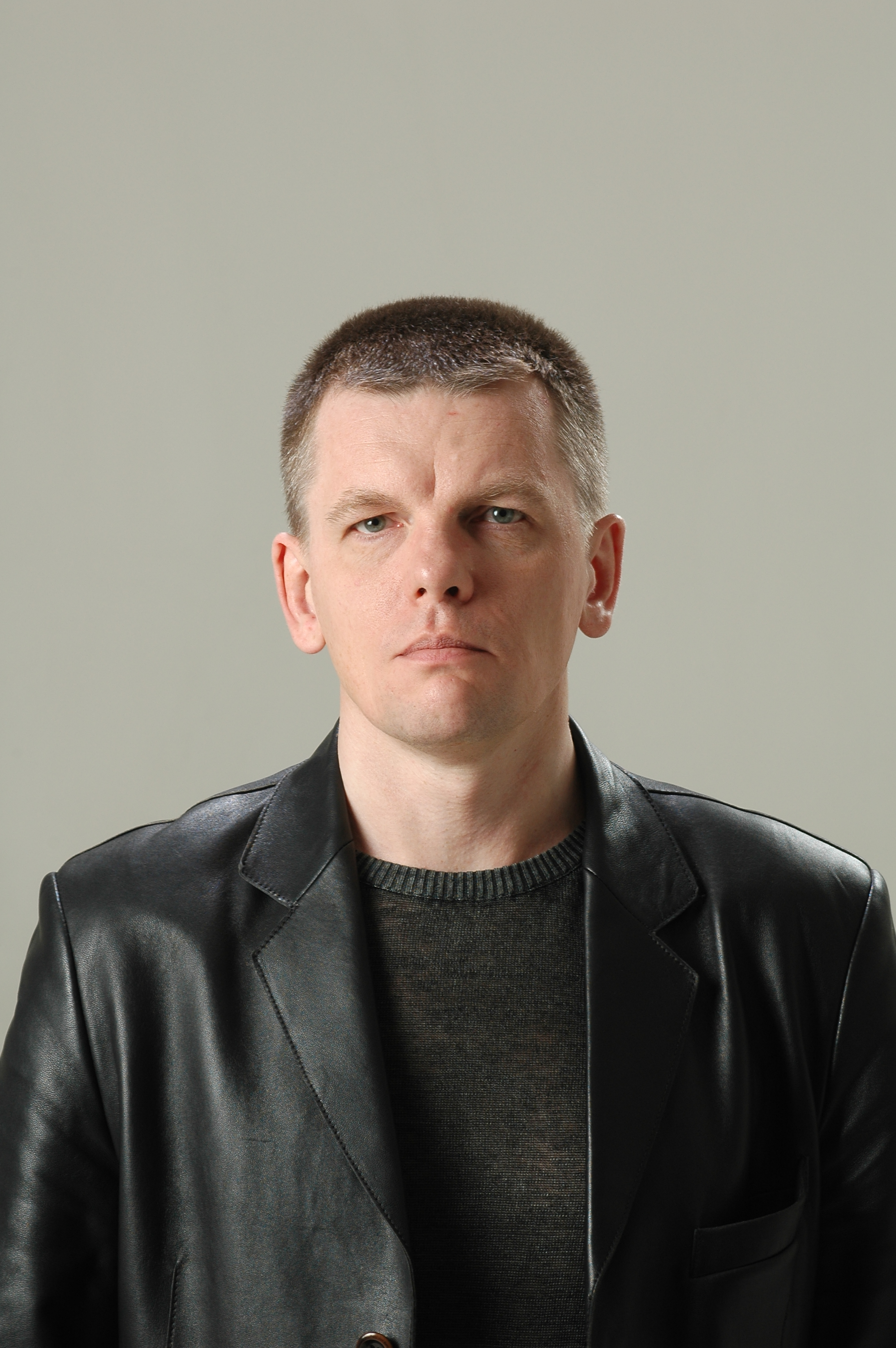
Einars Repše 2006 als Abgeordneter des 9. Saeima

Während der Regierungszeit von Indulis Emsis ging die Neue Ära in die Opposition, trat jedoch im Dezember 2004 einer neuen Koalition unter Aigars Kalvītis bei. Repše wurde im Kabinett Kalvītis I Verteidigungsminister. Nach einem Jahr trat er wegen einer Finanzaffäre und einer gegen ihn eingeleiteten Strafuntersuchung des staatlichen Büros für Korruptionsverhütung und -bekämpfung (Korupcijas novēršanas un apkarošanas birojs) zurück. Nach den schlechten Wahlergebnissen 2006, verlor Repše langsam an Einfluss in seiner Partei. In der schwierigen Zeit einer Finanzkrise wurde er, wegen seiner oft unpopulären aber durchschlagenden Maßnahmen, am 12. März 2009 zum Finanzminister der Regierung Dombrovskis gemacht. Am 3. November 2010 gab er dieses Amt ab.

### Späteres Wirken
Im März 2012 war er Gründer der Gesellschaft „Latvijas attīstībai“ zur Förderung der Entwicklung des Landes. Die Gesellschaft wurde am 15. Dezember 2013 in die Partei Latvijas attīstībai (Für Lettlands Entwicklung) umgewandelt.

## Privatleben
Repše ist in dritter Ehe mit Rūte Raginska-Repše verheiratet. Er ist im öffentlichen Leben für eine gewisse Exzentrizität bekannt. Zu seinen Hobbys zählen Luftfahrt, Flugzeugbau und Malerei.

## Trivia
- Wegen seines Aussehens haben ihn die Letten mit dem unfreundlichen Übernamen marsietis (lettisch für Marsmensch) versehen.
- Trotz des in Lettland sehr seltenen Nachnamens ist Einars Repše nicht mit der lettischen Schriftstellerin Gundega Repše (Unsichtbare Schatten, Köln: DuMont, 1998) verwandt.